# Сороковое
Сороковое (укр. Сорокове), село, 
Мурафский сельский совет,
Краснокутский район,
Харьковская область.
Код КОАТУУ — 6323584707. Население по переписи 2001 года составляет 185 (84/101 м/ж) человек.

## Географическое положение
Посёлок Сороковое находится на левом берегу реки Мерчик, которая через 3 км впадает в реку Мерла.
Выше по течению на расстоянии в 3 км расположены село Мурафа и посёлок Лесное.
На противоположном берегу расположен посёлок Владимировка.
Посёлок окружён большим лесным массивом (сосна).

## История
- 1810 — дата основания.

## Экономика
- Владимировский деревообрабатывающий комбинат.